# Wasilij Fomin
Wasilij Wasiljewicz Fomin (ros. Василий Васильевич Фомин, ur. 21 marca?/2 kwietnia 1884 w Moskwie, zm. 1 września 1938) – bolszewik, polityk ZSRR.

## Życiorys
Od 1910 działacz SDPRR(b), za działalność wywrotową kilkakrotnie aresztowany i zsyłany, 1914-1917 służył w rosyjskiej armii, od marca 1917 był członkiem Rady Mińskiej. Od lipca 1917 członek Północno-Zachodniego Komitetu Obwodowego SDPRR(b), w październiku 1917 członek Piotrogrodzkiego Komitetu Wojskowo-Rewolucyjnego, redaktor gazety "Zwiezda", od grudnia 1917 do 1920 członek Kolegium Czeki przy Radzie Komisarzy Ludowych RFSRR, równocześnie od grudnia 1917 szef Centralnego Zarządu Zaopatrzenia Wojskowego. Od stycznia 1918 szef Wydziału Walki ze Spekulacją Czeki przy Radzie Komisarzy Ludowych RFSRR, od marca 1918 szef Wydziału Zamiejscowego Czeki, od grudnia 1918 do maja 1919 szef Wydziału Instruktorskiego Czeki, od maja 1919 szef Wydziału Transportowego Czeki i komisarz Głównego Zarządu Komunikacji Drogowej, od stycznia 1921 przewodniczący Wyższej Rady ds. Przewozów, od lutego 1922 zastępca ludowego komisarza komunikacji drogowej RFSRR, od grudnia 1923 przewodniczący Zarządu Parostatków Rzecznych Ludowego Komisariatu Komunikacji Drogowej ZSRR. Od 31 maja 1924 do 18 grudnia 1925 członek Centralnej Komisji Kontroli RKP(b), członek Prezydium Najwyższej Rady Gospodarki Narodowej ZSRR, 1927-1931 pracownik Ludowego Komisariatu Handlu Wewnętrznego ZSRR, 1931-1935 zastępca ludowego komisarza transportu wodnego ZSRR, od 1935 ponownie w Ludowym Komisariacie Handlu Wewnętrznego ZSRR. 5 stycznia 1938 aresztowany, 1 sierpnia 1938 skazany na śmierć i rozstrzelany. 1956 pośmiertnie zrehabilitowany.